# Phước Vân (huyện)
Phước Vân là một huyện cũ của tỉnh Nghĩa Bình, Việt Nam, tồn tại từ cuối năm 1975 đến năm 1981. Cuối năm 1975, huyện Vân Canh và huyện Tuy Phước hợp nhất thành huyện Phước Vân.

## Địa lý
Huyện Phước Vân có vị trí địa lý:
- Phía Bắc giáp 3 huyện Tây Sơn, An Nhơn và Phù Cát
- Phía Nam giáp huyện Đồng Xuân của tỉnh Phú Khánh
- Phía Đông giáp thị xã Quy Nhơn
- Phía Tây giáp huyện An Khê của tỉnh Gia Lai - Kon Tum.

## Hành chính
Huyện Phước Vân có 16 xã: Canh Hiệp, Canh Hòa, Canh Liên, Canh Thuận, Phước An, Phước Hiệp, Phước Hòa, Phước Hưng, Phước Lộc, Phước Long, Phước Nghĩa, Phước Quang, Phước Sơn, Phước Thắng, Phước Thành, Phước Thuận.

## Lịch sử
Ngày 24 tháng 8 năm 1981, huyện Phước Vân được tách thành 2 huyện Tuy Phước và Vân Canh:
- Huyện Tuy Phước có 12 xã: Phước An, Phước Hiệp, Phước Hòa, Phước Hưng, Phước Lộc, Phước Long, Phước Nghĩa, Phước Quang, Phước Sơn, Phước Thắng, Phước Thành, Phước Thuận.
- Huyện Vân Canh có 4 xã: Canh Hiệp, Canh Hòa, Canh Liên, Canh Thuận.

Cũng trong năm này, huyện Nghĩa Minh được tách thành 2 huyện Nghĩa Hành và huyện Minh Long, thị xã Quảng Nghĩa được tách thành thị xã Quảng Ngãi và huyện Tư Nghĩa, huyện Hoài Ân được tách thành 2 huyện là Hoài Ân và An Lão, huyện Tây Sơn được tách thành 2 huyện là Tây Sơn và Vĩnh Thạnh.